# 이스라엘 전초지
이스라엘 전초지(Israeli outpost)는 요르단강 서안 지구에서 승인되지 않은 유대인 정착촌이다.

## 같이 보기
- 이스라엘의 점령지
- 팔레스타인 위요지